# Walter Ulbricht
Walter Ernst Paul Ulbricht (Leipzig, 30 de junio de 1893-Berlín Este, 1 de agosto de 1973) fue un político comunista alemán, más conocido por haber ostentado la jefatura de Estado de la República Democrática Alemana (RDA) entre 1960 y 1973. Antes del establecimiento de la Alemania Oriental y su ascenso al poder de la RDA, en 1933 huyó al exilio tras la toma del poder por los nazis, refugiándose al extranjero junto a otros comunistas alemanes y pasando a trabajar para el aparato de la Internacional Comunista y el Partido Comunista de Alemania (KPD) en Moscú, París y España (durante la guerra civil española).
Tras el final de la Segunda Guerra Mundial volvió a Alemania y empezó una importante actividad política en la zona de ocupación soviética, lo que luego sería la República Democrática Alemana. Entre 1950 y 1971 llegó a ser el principal dirigente del Partido Socialista Unificado de Alemania (Sozialistische Einheitspartei Deutschlands o SED). A partir de 1960 también se convirtió en el jefe de Estado de la República Democrática Alemana (RDA) hasta su muerte en 1973. Durante su periodo de poder en la RDA enunció la conocida como Doctrina Ulbricht, por la cual establecía que las relaciones diplomáticas normales entre la Alemania Oriental y la Alemania Occidental solo se darían si ambos Estados reconocían la soberanía mutua.

## Biografía

### Primeros años
Ulbricht nació en Leipzig, Sajonia. Su padre trabajaba como sastre. Estuvo durante ocho años en la escuela primaria (Volksschule).[cita requerida] Después hizo el aprendizaje para carpintero. Sus padres habían trabajado activamente para el Partido Socialdemócrata de Alemania (SPD), por lo que Ulbricht se inscribió en el partido en 1912.

### Carrera política
En agosto de 1914 estalló la Primera Guerra Mundial. Ulbricht sirvió desde 1915 a 1917 en el Frente Oriental y más tarde en los Balcanes. En 1917 desertó del Reichsheer, ya que se había opuesto a la contienda desde el comienzo, como la mayor parte de los izquierdistas europeos de la época. Fue inmediatamente encarcelado en Charleroi, pero sería liberado en 1918 tras producirse la revolución de noviembre. Durante el conflicto se adhirió al ala izquierda socialdemócrata, que se escindió en el Partido Socialdemócrata Independiente de Alemania (USPD), por su oposición a participar en la contienda, y más tarde, en 1918, a la Liga Espartaquista. Participó en la creación del Partido Comunista de Alemania (KPD) en 1918 y en los hechos revolucionarios de aquel mismo año. En 1923 ingresó en el Comité Central del KPD y comenzó una intensa actividad en el partido. Llegó a ser elegido diputado al Reichstag en 1928 y ocupó su escaño hasta 1933.
Al tomar los nazis el poder en 1933 hubo de esconderse para huir de la purga que rápidamente lanzaron contra los comunistas, los socialdemócratas y, en general, toda la oposición política. Tras el arresto de Ernst Thälmann, líder del KPD, Ulbricht empezó una campaña para reemplazarle a la cabeza del partido. Durante su estancia en la URSS logró eliminar a buena parte de la oposición a su liderazgo. Se refugió en la Unión Soviética trabajando en el aparato de la Internacional Comunista junto con el también comunista Willi Münzenberg. Durante su estancia en la URSS corrió el peligro de ser detenido y sufrir purga por la NKVD, una perspectiva en la mente tanto de Münzenberg como de Ulbricht. De hecho, Ulbricht pidió a Münzenberg que volviera a la URSS, pero este se negó a acudir, ya que sospechaba que se le llamaba para ser implicado y liquidado en las purgas estalinistas. Durante la Segunda Guerra Mundial, trabajó en el llamado Comité Nacional por una Alemania Libre. En febrero de 1943, tras la rendición del VI Ejército en la batalla de Stalingrado, Ulbricht, Weinert y Wilhelm Pieck llevaron a cabo un mitin comunista en el centro de Stalingrado al que muchos prisioneros alemanes fueron obligados a asistir. Lavrenti Beria, jefe de los servicios de inteligencia soviéticos, describió a Ulbricht como el mayor idiota que jamás había conocido.

### República Democrática Alemana

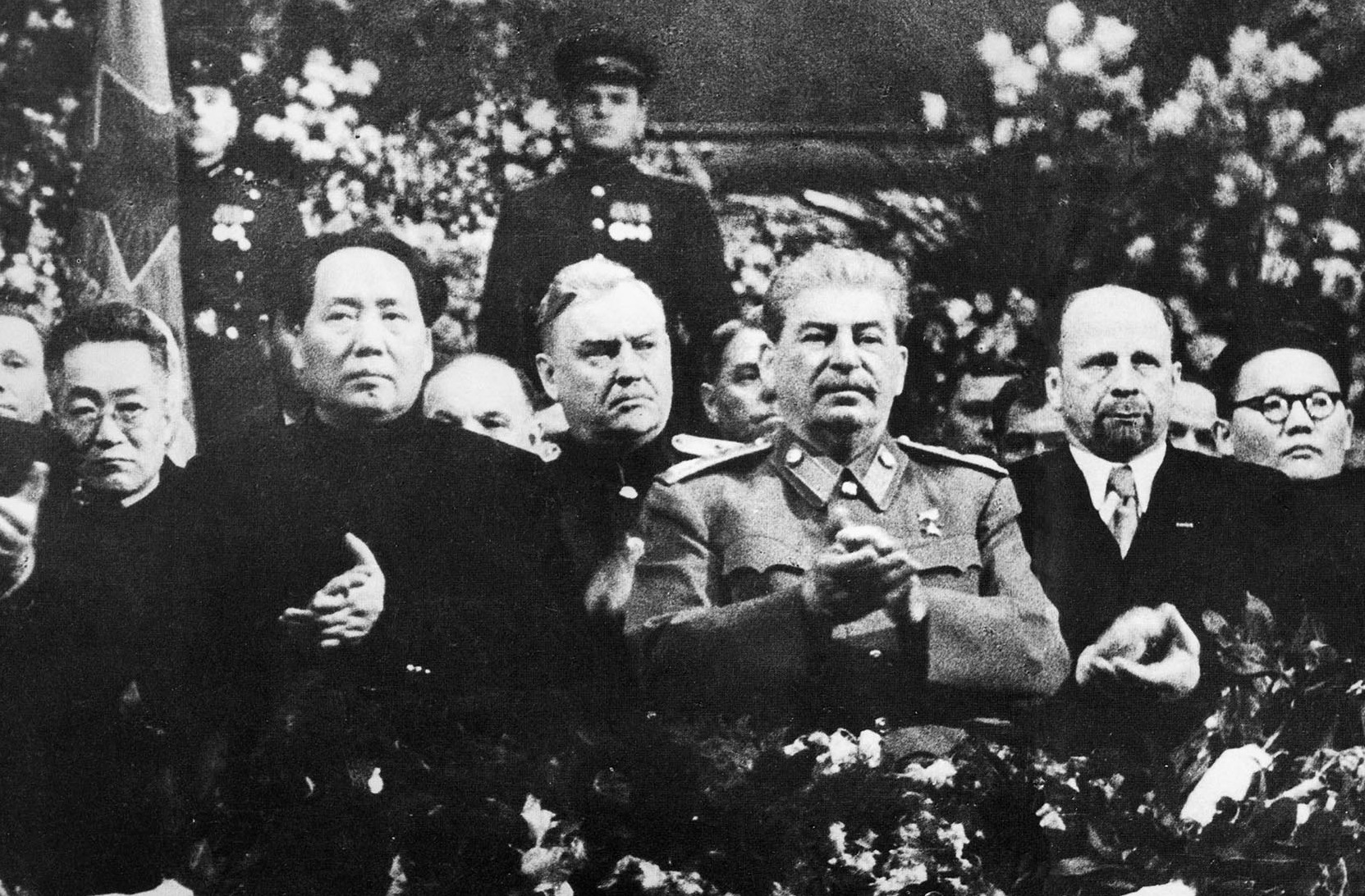
Mao, Bulganin, Stalin y Ulbricht, durante la celebración en Moscú del 70.º cumpleaños del líder soviético, en diciembre de 1949.

Tras la victoria de los países aliados en la Segunda Guerra Mundial, en 1945 regresó a su país natal, siendo uno de los principales artífices de la unificación entre los partidos socialdemócrata y comunista en la zona este de Alemania, lo que daría lugar al Partido Socialista Unificado de Alemania (Sozialistische Einheitspartei Deutschlands, o SED) en 1946. Tres años después, el 7 de octubre de 1949, tuvo lugar la proclamación de la República Democrática Alemana (RDA).
En 1950 accedió a la secretaría general del SED y durante el III Congreso del partido, celebrado ese mismo año, Ulbricht anunció la puesta en marcha de un plan quinquenal con el objetivo de duplicar la producción industrial. Dada la intención de Stalin de esperar a una futura reunificación alemana, no sería hasta 1952 cuando se empezaron a poner en marcha los primeros movimientos para la construcción de una sociedad socialista en la RDA. Para 1952, el 80 % de la industria había sido nacionalizada.
Una de las consecuencias de esta política fue la salida a la Alemania occidental de numerosos ciudadanos: más de 360 000 saldrán a lo largo de 1952 y parte de 1953. A pesar de los modestos crecimientos económicos que tuvieron lugar en los años siguientes, la emigración continuó, y para 1961 alrededor de 1 650 000 de ciudadanos habían huido hacia el oeste. En política exterior, Ulbricht dio pie a la denominada Doctrina Ulbricht, por la cual las relaciones diplomáticas normales entre la Alemania Oriental y la Alemania Occidental solo se darían si ambos Estados reconocían la soberanía del otro.
Ulbricht se mantuvo fiel a los principios del marxismo-leninismo, convirtiéndole en una persona de un inflexible carácter. Cuando se produjo la crisis de Berlín de 1961, se mostró inflexible ante la tensión con el bloque occidental. Por este motivo, Ulbricht envió a la frontera con el Berlín Occidental a numerosos soldados y policías. La movilización incluyó a 8200 miembros de la Volkspolizei, 3700 efectivos de la Transportpolizei, 12 000 efectivos de la milicia popular y 45 000 oficiales de la Stasi. Ulbricht también situó a otros 40 000 soldados del Ejército Popular Nacional por todo el país para asegurarse de que ninguna protesta prosperase. Ulbricht se mostró escéptico a las reformas del Gobierno checoslovaco durante la Primavera de Praga (1968) al igual que otros líderes comunistas del Bloque oriental, lo que acabaría conduciendo a la Invasión de Checoslovaquia por las fuerzas del Pacto de Varsovia (que Ulbricht también apoyó).
De 1960 a 1971 asume (como presidente del Consejo de Estado) la jefatura del Estado de la RDA. Puesto que se oponía a la normalización de relaciones con la República Federal de Alemania, fue apartado del poder por Erich Honecker,[cita requerida] quien le sustituyó el 3 de mayo de 1971 al frente de la secretaría general del SED. Se mantendría como Presidente del Consejo de Estado de la República Democrática Alemana hasta su muerte.
Walter Ulbricht falleció el 1 de agosto de 1973, a la edad de ochenta años, en una pequeña localidad próxima a Berlín.